# Constanze Bieneck
Constanze Bieneck (2 de mayo de 1996) es una jugadora de voleibol de interior y de playa alemana.

## Carrera

### Carrera de voleibol de interior
Bieneck creció en Schweinsberg en el centro de Hesse y comenzó su carrera en la Stiftsschule St. Johann y en TV 05 Wetter, donde jugó en la liga regional. El atacante externo luego cambió a BBSC Berlin. Aquí, el atacante exterior jugó con el segundo equipo de tercera división, pero también fue utilizado esporádicamente con el primer equipo de segunda división. Bieneck ha estado jugando para los rivales de la liga SG Rotación Prenzlauer Berg 2 desde 2019.

### Carrera de voleibol de playa

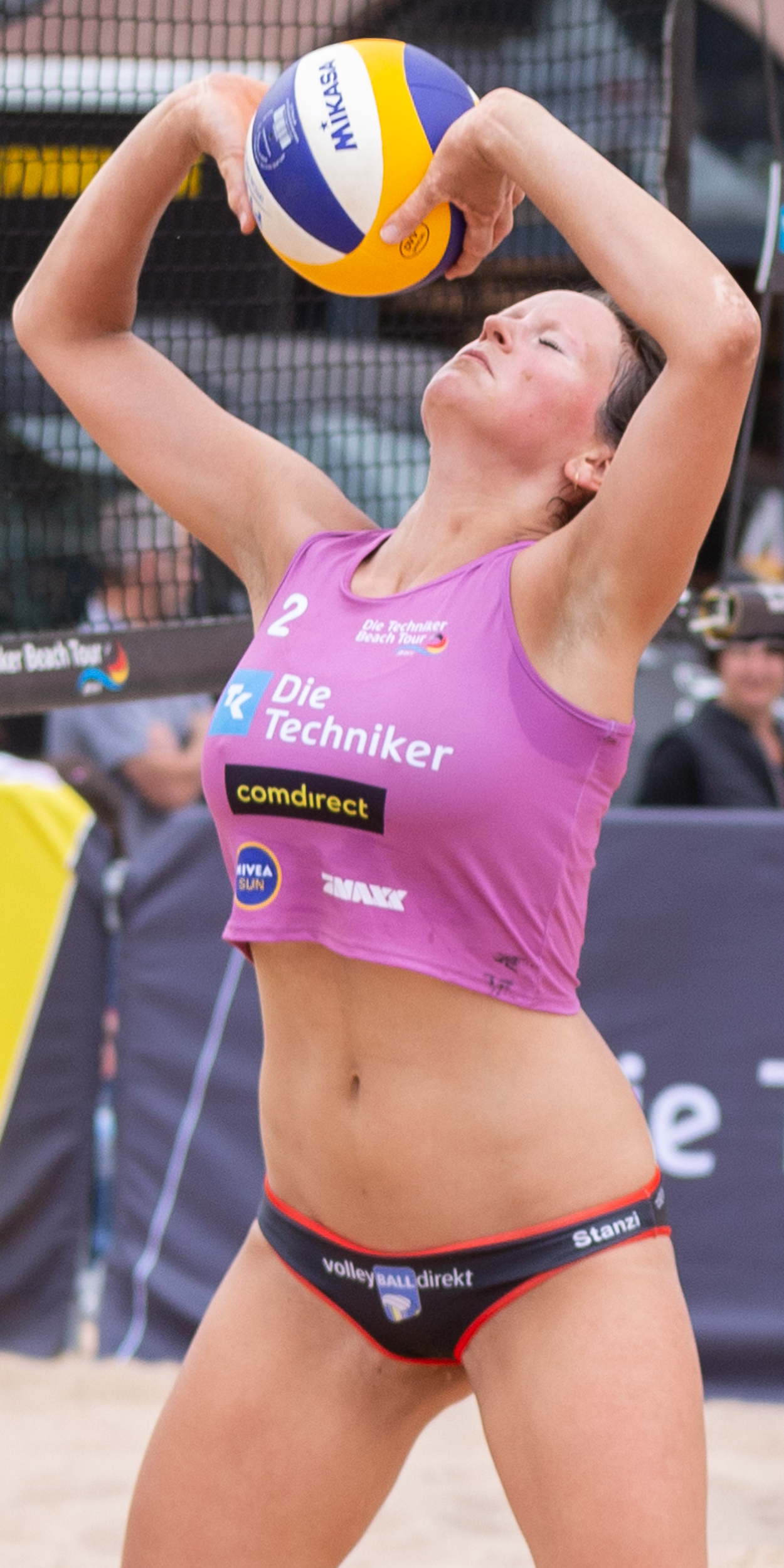
Bieneck durante el Die Techniker Beach Tour en 2019.

Como jugadora de voleibol de playa, Bieneck completó varios torneos juveniles de 2009 a 2014, incluso con Franziska Lienaerts, Sarah Schneider (campeona de Alemania Sub-17 en 2011), Lisa-Sophie Kotzan (subcampeona de Alemania Sub-19 en 2014) y Leonie Welsch (novena en 2014 en Sub-19). Campeonato del Mundo en Oporto). Con Leonie Klinke, se convirtió en subcampeona de Alemania Sub-20 en 2015. En el mismo año jugó torneos en la serie alemana con Nadja Glenzke. En 2016 formó dúo con Antonia Stautz . En el verano de 2017, jugó junto a Anne Matthes debido a una lesión de Stautz. En 2018 y 2019 volvió a formar equipo con Antonia Stautz en el Techniker Beach Tour y en 2019 quedó novena en el Campeonato de Alemania en Timmendorfer Strand.
En febrero de 2018, Bieneck llegó a la final del Campeonato Alemán de Voleibol de Nieve en Winterberg junto con Anna-Lena Vogt.

## Vida personal
Las hermanas de Constanze Bieneck, Felicitas y Victoria, también juegan voleibol y voleibol de playa.